# Crocidura jacksoni
Crocidura jacksoni är en däggdjursart som beskrevs av Thomas 1904. Crocidura jacksoni ingår i släktet Crocidura och familjen näbbmöss. IUCN kategoriserar arten globalt som livskraftig. Inga underarter finns listade i Catalogue of Life.
Denna näbbmus förekommer i östra Afrika i östra Kongo-Kinshasa, Uganda, Kenya och Tanzania. Den vistas i kulliga området och i bergstrakter mellan 600 och 2200 meter över havet. Habitatet utgörs av tropiska skogar och av landskap med en blandning av skogar och savann. Arten kan i viss mån anpassa sig till landskapsförändringar.